# Janvier 1992

## Événements
- 1er janvier : lancement du programme de réformes économiques radicales de Iegor Gaïdar en Russie.

- 3 janvier, guerre de Croatie : cessez-le-feu entre la Croatie et la Serbie.

- 11 janvier : annulation du second tour des élections législatives après le succès du FIS en Algérie : les militaires (janviéristes) s’emparent du pouvoir. Dans la foulée, commence la « décennie noire ».

- 13 janvier : 
  - Nouvelle Constitution en Mongolie : le nom de république populaire et l’étoile rouge du drapeau sont abandonnés.
  - Réélection de Mário Soares à la présidence de la république au Portugal.

- 15 janvier : 
  - la CEE reconnaît l'indépendance de la Slovénie et de la Croatie.
  - Didier Auriol remporte le Rallye Monte-Carlo.

- 16 janvier : 
  - Mobutu suspend la Conférence nationale au Zaïre. Débuts des affrontements entre Mobutu et l'opposition.
  - Signature des Accords de paix de Chapultepec mettant fin à la guerre civile du Salvador.

- 20 janvier : Catastrophe aérienne du mont Sainte-Odile.
- 27 au 29 janvier : à Singapour, L’ASEAN lance le projet d’une zone de libre-échange.

- 31 janvier : la Russie remplace l'URSS en tant que membre permanent du Conseil de sécurité des Nations unies.

## Naissances
- 1er janvier : Jack Wilshere, footballeur anglais (Arsenal FC)
- 3 janvier : Delphine Wespiser, Miss France 2012
- 8 janvier : Jorge Resurrección Merodio, (dit Koke) footballeur espagnol
- 10 janvier : Christian Atsu, Footballeur international Ghanéen († 6 février 2023).
- 13 janvier : Valentin Bigote, basketteur français.
- 15 janvier : Tim Mayza, joueur de baseball américain.
- 17 janvier : Nasrane Bacar, athlète française.
- 18 janvier :
  - Mathieu Faivre, skieur alpin français. Champion du monde de ski alpin par équipes mixte 2017.
  - Jaycob Brugman, joueur de baseball new-yorkais.
- 19 janvier : 
  - Logan Lerman, acteur américain.
  - Mac Miller, chanteur américain
- 28 janvier : William Henrique, footballeur brésilien.
- 29 janvier, Joséphine Berry, actrice française.
- 31 janvier : Tyler Seguin, joueur de hockey sur glace canadien.

## Décès
- 1er janvier : Ginette Leclerc (Geneviève Menut), actrice française (° 9 février 1912).
- 2 janvier : Maurice Perrin, coureur cycliste français (° 27 octobre 1911).
- 3 janvier : Judith Anderson, actrice américaine (° 10 février 1897 ou  1898).
- 8 janvier : Abderrahim Bouabid, Homme politique marocain (° 23 mars 1922)
- 12 janvier : Lode Anthonis, coureur cycliste belge (° 28 novembre 1922).